# Tess Ledeux
Tess Ledeux (Bourg-Saint-Maurice, 23 de noviembre de 2001) es una deportista francesa que compite en esquí acrobático, especialista en las pruebas de big air y slopestyle.
Participó en dos Juegos Olímpicos de Invierno, en los años 2018 y 2022, obteniendo una medalla de plata en Pekín 2022, en la prueba de big air.
Ganó tres medallas de oro en el Campeonato Mundial de Esquí Acrobático entre los años 2017 y 2023. Adicionalmente, consiguió doce medallas en los X Games de Invierno.

## Medallero internacional
| Juegos Olímpicos   | Juegos Olímpicos           | Juegos Olímpicos | Juegos Olímpicos |
| Año                | Lugar                      | Medalla          | Prueba           |
| ------------------ | -------------------------- | ---------------- | ---------------- |
| 2022               | Pekín (China)              | Medalla de plata | Big air          |
| Campeonato Mundial |                            |                  |                  |
| Año                | Lugar                      | Medalla          | Prueba           |
| 2017               | Sierra Nevada (España)     | Medalla de oro   | Slopestyle       |
| 2019               | Park City (Estados Unidos) | Medalla de oro   | Big air          |
| 2023               | Bakuriani (Georgia)        | Medalla de oro   | Big air          |

| X Games de Invierno | X Games de Invierno    | X Games de Invierno | X Games de Invierno |
| Año                 | Lugar                  | Medalla             | Prueba              |
| ------------------- | ---------------------- | ------------------- | ------------------- |
| 2017                | Aspen (Estados Unidos) | Medalla de plata    | Slopestyle          |
| 2017                | Oslo (Noruega)         | Medalla de plata    | Slopestyle          |
| 2018                | Aspen (Estados Unidos) | Medalla de bronce   | Big air             |
| 2019                | Bærum (Noruega)        | Medalla de oro      | Big air             |
| 2021                | Aspen (Estados Unidos) | Medalla de oro      | Big air             |
| 2022                | Aspen (Estados Unidos) | Medalla de oro      | Big air             |
| 2022                | Aspen (Estados Unidos) | Medalla de oro      | Slopestyle          |
| 2023                | Aspen (Estados Unidos) | Medalla de plata    | Big air             |
| 2024                | Aspen (Estados Unidos) | Medalla de oro      | Big air             |
| 2024                | Aspen (Estados Unidos) | Medalla de oro      | Slopestyle          |
| 2025                | Aspen (Estados Unidos) | Medalla de oro      | Slopestyle          |
| 2025                | Aspen (Estados Unidos) | Medalla de bronce   | Big air             |